# Mała Wieś (powiat miński)
Mała Wieś – wieś sołeckaw Polsce położona w województwie mazowieckim, w powiecie mińskim, w gminie Mrozy, nad Witówką.
W latach 1975–1998 miejscowość należała administracyjnie do województwa siedleckiego.
Wierni Kościoła rzymskokatolickiego należą do parafii Świętych Marcina i Mikołaja w Kuflewie.